# Habib Jean Baldé
Habib Jean Baldé (ur. 8 lutego 1985 w Saint-Vallier) – gwinejski piłkarz, występował na pozycji obrońcy.

## Kariera
Piłkarz ten jest wychowankiem FC Gueugnon. Debiut w Ligue 2 zaliczył w sezonie 2004/2005, a łącznie rozegrał 21 meczów. Następnie przeniósł się do Stade de Reims i dopiero w tym klubie strzelił swoją pierwszą bramkę w seniorskiej piłce. Następnie grał w zespołach Ceahlăul Piatra Neamț, Universitatea Kluż oraz Nîmes Olympique. W 2014 roku zakończył karierę.